# 衛輝市
衛輝市（えいき-し）は中華人民共和国河南省新郷市に位置する県級市。

## 歴史
戦国時代の旧称は汲邑である。前201年、漢朝により汲県が設置された。

## 行政区画
- 鎮:汲水鎮、太公鎮、孫杏村鎮、後河鎮、李源屯鎮、唐荘鎮、上楽村鎮
- 郷:獅豹頭郷、安都郷、頓坊店郷、柳荘郷、龐寨郷、城郊郷